# Hemmets Journals förlag
Hemmets Journals förlag AB var ett svenskt tidningsförlag ägt av det danska medieföretaget Gutenberghus (nuvarande Egmont). Dess utgivning började 1921 med det första numret av Hemmets Journal. 1941 bildades dotterbolaget Richters förlag för utgivning av böcker. Idag har Hemmets Journals Förlag delats upp i Egmont Kids Media Nordic, som huvudsakligen publicerar tidningar för barn och ungdomar, och Egmont Tidskrifter.